# 张之清
张之清（1913年—1988年5月22日），安徽怀宁县万桥乡人，原名查民愈，曾名查铭树。中华人民共和国政治人物。

## 生平
1933年，考入安徽省立安庆高级工业学校读书，1936年毕业后在蚌埠公路局测绘队工作。1937年3月，在浙江云和县赤石区、诸暨县政工队、《东南战线》编辑部工作。1938年3月，在武汉参加中国共产党领导的浙江旅沪同乡回乡服务团，同年加入中国共产党。1939年6月，任丽水县太平经济实验区指导员、中共太平区委书记，创办《太平周报》。1940年4月，国共矛盾加重，海口青田等地中共领导先后撤离。8月，中共丽水中心县委派张之清抵达青田担任联络员。1942年5月，任中共处属特委秘书长。1947年3月，任中共丽水县委书记，建立县武工队。1948年8月，部队编入浙南人民解放军第三支队，他任第二大队队长，开辟丽水、武义、宣平县边界游击根据地。1949年，担任丽缙永武人民游击队政委、中共处北县委书记兼处北县民主政府县长，配合中国人民解放军攻占丽水，之后担任丽水县民主政府县长。1949年7月至1951年4月，担任中共丽水地委宣传部部长。
1950年冬任中共景宁县委书记。1952年9月调中央马列主义学院学习。1955年，任中共北京市委党校中级部副主任。1978年，担任中国社会科学院研究生院现实经济系主任。1988年5月22日在北京病逝。